# David Elsewhere
David Elsewhere Bernal (né le 2 août 1979) est un danseur de popping originaire de Santa Ana (Californie).
Devenu célèbre après un clip vidéo réalisé pendant l'évènement Kollaboration 2001 enregistré pendant le spectacle Kollaboration de jeunes talents en 2001.
Elsewhere a ensuite tourné plusieurs publicités pour la télévision avec, notamment, une reprise de la célèbre scène de Chantons sous la pluie. Il apparait également dans le film Street Dancers et c'est l'un des danseurs de la pub pour l'Ipod, sur le morceau Technologic des Daft Punk.
En 2009, il collabora avec Michael Jackson sur sa série de concerts à Londres ( "This Is It" ) en tant que coach personnel.